# Anopheles costalis
Anopheles costalis är en tvåvingeart som beskrevs av Friedrich Hermann Loew 1866. Anopheles costalis ingår i släktet Anopheles och familjen stickmyggor. Inga underarter finns listade i Catalogue of Life.